# District du Faouët
Le district du Faouët est une ancienne division territoriale française du département du Morbihan de 1790 à 1795.
Il était composé des cantons de le Faouet, Berné, Gourin, Langonnet, Lanvénégen, Ploerdut et Priziac.
| Municipalité  | Canton     | Population (1790) |
| ------------- | ---------- | ----------------- |
| Le Faouët     | Le Faouët  | 2 409             |
| Meslan        | Le Faouët  | 1 336             |
| Gourin        | Gourin     | 3 233             |
| Roudouallec   | Gourin     | 820               |
| Le Saint      | Gourin     | 1 623             |
| Langonnet     | Langonnet  | 3 306             |
| Plouray       | Langonnet  | 1 480             |
| Lanvénégen    | Lanvénégen | 1 497             |
| Guiscriff     | Lanvénégen | 2 668             |
| Locunolé      | Lanvénégen | 438               |
| Priziac       | Priziac    | 2 096             |
| Saint-Tugdual | Priziac    | 1 768             |
| Saint-Caradec | Berné      | 1 207             |
| Berné         | Berné      | 1 805             |
| Lignol        | Berné      | 1 911             |
| Ploërdut      | Ploërdut   | 4 512             |
| Langoëlan     | Ploërdut   | 1 316             |